# Amata germana
Amata germana là một loài bướm đêm thuộc phân họ Arctiinae, họ Erebidae.